# Cryptolestes pusillus
Cryptolestes pusillus là một loài bọ cánh cứng trong họ Laemophloeidae. Loài này được Schönherr miêu tả khoa học năm 1817.